# Landschaftsschutzgebiet Werre unterhalb Schötmar
Das Landschaftsschutzgebiet Werre unterhalb Schötmar mit 38,8 Hektar Flächengröße liegt nördlich von Schötmar im Stadtgebiet von Bad Salzuflen. Es wurde 2006 mit dem Landschaftsplan Bad Salzuflen durch den Kreistag des Kreises Lippe als Landschaftsschutzgebiet (LSG) ausgewiesen. Im Stadtgebiet Herford grenzt direkt ein Landschaftsschutzgebiet an. Die Bundesautobahn 2 verläuft durch das Schutzgebiet, die B 239 grenzt südlich direkt an.

## Beschreibung
Das LSG umfasst einen begradigten Abschnitt der Werre mit Aue. Entlang der Werre stehen Hochstaudenflure und Ufergehölze. Die Ufergehölze dominieren Pappelbestände. Die Auenbereiche werden als Grünland und Äcker genutzt. 
Der Landschaftsplan Bad Salzuflen führt zum Wert des LSG aus: „In Zusammenhang mit dem Naturschutzgebiet In der Masch kommt dem Gebiet besondere Bedeutung für bestimmte Vogelarten zu.“

## Schutzzwecke für das LSG
Laut Landschaftsplan erfolgte die Ausweisung des LSG zur:
- „Erhaltung und Wiederherstellung der Leistungsfähigkeit des Naturhaushaltes in ökologisch besonders wertvoll strukturierten Bereichen mit Wasser-, Klima- und Biotopschutzfunktionen,“
- „Erhaltung und Wiederherstellung von Quellbereichen und naturnahen Fließgewässern, Wald- und Grünlandbereichen unterschiedlicher Feuchtestufen, Feldgehölzen, Hecken und Obstwiesen,“
- „Erhaltung morphologisch ausgeprägter Bereiche zur Sicherung der landschaftlichen Eigenart und Vielfalt für die Erholung,“
- „Erhaltung wertvoller Biotopkomplexe aus Wald-Grünlandbereichen, Fließgewässern und Quellen sowie Biotopen nach § 62 LG mit wichtigen Refugial-, Puffer-, Trittstein- und Vernetzungsfunktionen,“
- „Erhaltung und Wiederherstellung wichtiger Rückzugsräume für die bedrohte Tier- und Pflanzenwelt,“
- „Sicherung der das Orts- und Landschaftsbild gliedernden und belebenden und die dörflichen Siedlungsstrukturen prägenden Freiraumelemente.“[1]

## Rechtliche Vorschriften
Im Landschaftsschutzgebiet ist unter anderem das Errichten von Bauten verboten. Grün- und Brachland darf nicht in eine andere Nutzungsart umgewandelt oder umgebrochen werden.